# 大河凜
大河 凜（たいが りん、7月10日 - ）は、元宝塚歌劇団花組の男役スター。
大阪府池田市、豊中市立第十三中学校出身。身長169cm。愛称は「がりん」、「しずか」。

## 来歴
2005年、宝塚音楽学校入学。
2007年、音楽学校卒業後、宝塚歌劇団に93期生として入団。入団時の成績は10番。星組公演「さくら／シークレット・ハンター」で初舞台。その後、花組に配属。
2011年、真飛聖退団公演となる「愛のプレリュード」で、新人公演初主演。
2014年11月16日、明日海りお・蘭乃はなトップコンビ大劇場お披露目となる「エリザベート」東京公演千秋楽をもって、宝塚歌劇団を退団。

## 宝塚歌劇団時代の主な舞台

### 初舞台
- 2007年3 - 4月、星組『さくら』『シークレット・ハンター』（宝塚大劇場のみ）[2]

### 花組時代
- 2007年9 - 12月、『アデュー・マルセイユ』『ラブ・シンフォニー』
- 2008年2 - 3月、バウホール『蒼いくちづけ』従僕
- 2008年5 - 8月、『愛と死のアラビア』新人公演：ヤシム（本役：望海風斗）『Red Hot Sea』
- 2008年9 - 10月、全国ツアー『外伝ベルサイユのばら-アラン編-』『エンター・ザ・レビュー』
- 2009年1 - 3月、『太王四神記』新人公演：ヒョンミョン（本役：望海風斗）
- 2009年5月、バウホール『オグリ!』
- 2009年9 - 11月、『外伝ベルサイユのばら-アンドレ編-』アンドレ（幼少時代）／衛兵隊、新人公演：オスカル・フランソワ・ド・ジャルジェ（本役：愛音羽麗）『EXCITER!!』[2][3]
- 2010年12 - 1月、梅田芸術劇場・日本青年館『相棒』
- 2010年3 - 5月、『虞美人』新人公演：季布（本役：真野すがた）
- 2010年7 - 10月、『麗しのサブリナ』ラルフ、新人公演：バーディー（本役：華形ひかる）『EXCITER!!』
- 2010年11 - 12月、バウホール『コード・ヒーロー』看守
- 2011年2 - 4月、『愛のプレリュード』ルイス・グレイ、新人公演：フレディー・クラーク（本役：真飛聖）『Le Paradis!!（ル パラディ）』 新人公演初主演[2][3]
- 2011年6 - 8月、『ファントム』従者、新人公演：フィリップ・シャンドン伯爵（本役：愛音羽麗／朝夏まなと）[3]
- 2011年10 - 11月、全国ツアー『小さな花がひらいた』伝次『ル・ポアゾン 愛の媚薬』
- 2012年1 - 3月、『復活-恋が終わり、愛が残った-』新人公演：シェンボック（本役：壮一帆）『カノン』[3]
- 2012年4月、全国ツアー『長い春の果てに』ピエール『カノン』
- 2012年7 - 10月、『サン＝テグジュペリ』リゲル、新人公演：ギヨメ（本役：壮一帆）『CONGA（コンガ）!!』[3]
- 2012年12月、日本青年館『おかしな二人』ヴィニー
- 2013年2 - 5月、『オーシャンズ11』マイク、新人公演：バシャー・ター（本役：春風弥里）
- 2013年6 - 7月、東急シアターオーブ『戦国BASARA』直江兼続
- 2013年8 - 11月、『愛と革命の詩（うた）-アンドレア・シェニエ-』メルヴェル・ラコット、新人公演：フランソワ・ド・パンジュ侯爵（本役：望海風斗）『Mr. Swing!』
- 2014年2 - 5月、『ラスト・タイクーン -ハリウッドの帝王、不滅の愛-』チャールズ、新人公演：ジョージ・ボックスレー（本役：華形ひかる）『TAKARAZUKA ∞ 夢眩』
- 2014年6月、中日劇場『ベルサイユのばら-フェルゼンとマリー・アントワネット編-』ベルナール・シャトレ
- 2014年8 - 11月、『エリザベート-愛と死の輪舞（ロンド）-』マダム・ヴォルフ 退団公演[2]